# Joseph Toynbee
Pour les articles homonymes, voir Toynbee.

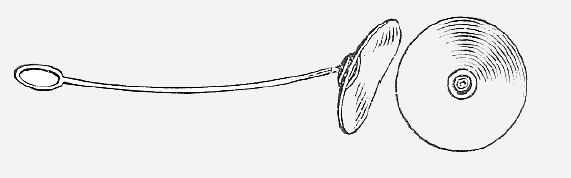
La prothèse tympanique de Joseph Toynbee en gutta-percha avec un fil d'argent en conservant pour l'insertion par le conduit auditif externe humain

Joseph Toynbee (né le 30 décembre 1815 à Heckington (Lincolnshire), décédé le 7 juin 1866 à Londres) était un médecin et otologiste anglais.

## Biographie
Son père était le riche propriétaire terrien et fermier George Toynbee (1783-1865), dont la première épouse et mère de Joseph était Elizabeth Cullen (1785-1829). Joseph Toynbee a suivi des cours privés, puis est allé à la Grammar School à King's Lynn  (Norfolk). À dix-sept ans, il commença l'étude de la médecine. 

## Carrière
Il fit des études de la trompe d'Eustache et du tympan qu'il tenta de restaurer par tympanoplastie.
Toynbee devient en 1842 membre de la Royal Society et en 1843 membre du Collège royal de chirurgie. À la fondation de l'Hôpital St Mary en 1852, il y devient chirurgien auriculaire et commence à y enseigner les maladies de l'oreille. 

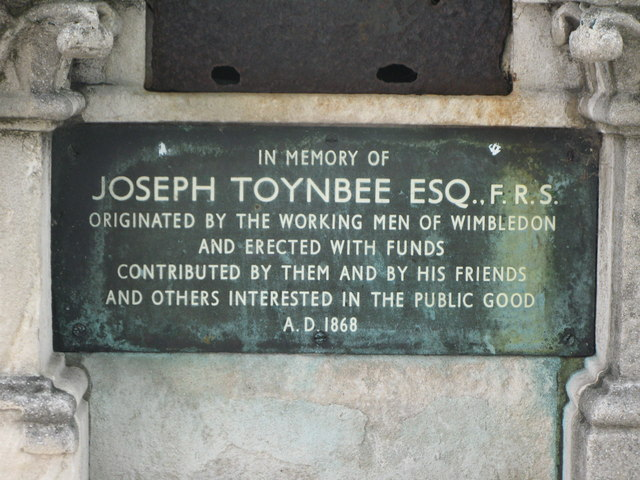
Plaque à la fontaine commémorative de Joseph Toynbee

L'importance de Toynbee en tant que clinicien va de pair avec celle de son rôle en tant qu'anatomopathologiste : ses travaux sur les maladies de l'oreille moyenne font de lui le fondateur de l'otologie moderne,.

## Publications
- On the structure of the membrana tympani in the human ear. Richard Taylor, London 1851
- On the use of an artificial membrana tympani in cases of deafness : dependent upon perforation or destruction of the natural organ. J. Churchill, London 1857
- A Descriptive Catalogue of Preparations illustrative of the Diseases of the Ear in the Museum of Joseph Toynbee. J. Churchill, London 1857
- The Diseases of the Ear: Their Nature, Diagnosis, and Treatment. Blanchard and Lea, 1860
- Hints on the Formation of Local Museums. Robert Hardwicke, 1863

## Sources
- T. G. Wilson, Joseph Toynbee Arch Otolaryngol. 1966 ; 83(5) : 498–500. doi:10.1001/archotol.1966.00760020500020.
- Joseph E. Hawkins, Sketches of Otohistory Part 2: Origins of Otology in the British Isles : Wilde and Toynbee. Audiol Neurootol 2004 ;9 : 129–134 DOI : 10.1159/000077263
- Prof. v. Tröltsch, Joseph Toynbee. Ein Nekrolog. Archiv für Ohrenheilkunde 1867, Volume 3, Issue 1, p. 230-239